# IF YOU (빅뱅의 노래)
〈IF YOU〉는 대한민국의 음악 그룹 빅뱅의 노래이다. 이 노래는 2015년 7월 1일, YG 엔터테인먼트를 통해 디지털 음원으로 발매되었다. MADE 시리즈의 D의 첫 번째 노래이다.

## 배경
"IF YOU"는 D의 발매에 앞서 2015년 6월 26일, 첫 포스터가 공개되었다. 이 노래는 이후 7월 1일 발매되었다. 발매를 앞두고 빅뱅의 멤버들은 6월 30일 네이버 V앱을 통해 독점 생중계된 라이브 카운트다운 방송에 출연하였다. 지드래곤은 “'If You'는 멤버들이 모두 노래했다”면서 “이름으로 꼭 한번 써보고 싶었던 곡”이라고 애정을 드러내며, “처음 쓸 때도 생각이 많았고, 의미 있는 노래다. 저희도 사랑을 해봤으니까 그러던 와중에 쓰게 됐다. 잔기교 없이 부를 수 있는 노래다. 가사를 곱씹으면서 각자의 상황들을 생각하며 부를 수 있게끔 하고 싶었다"라고 설명했다. 또한 그는 “애절한 발라드다. 양현석 사장님이 좋아하는 곡으로 30대 이상에게 반응이 좋다”고 덧붙이며, “슬픈 곡이지만 담담하게 불러달라고 멤버들에게 말했다. 슬프다고 해서 슬픈 느낌을 내야하는 건 아니지 않느냐”면서 “산울림 선배님들을 좋아한다. 산울림 선배님들의 곡 ‘회상’을 들으며 ‘이런 느낌의 곡을 꼭 써보고 싶다’고 생각했는데 ‘If You’가 그런 곡”이라고 작업 비화를 밝혔다.
올해 발표 된 다른 곡들의 뮤직 비디오와는 다르게 이 노래의 뮤직 비디오는 없다고 발표하였다. 이에 대해 YG 엔터테인먼트는 “빅뱅은 요즘 'MADE' 프로젝트를 실행함과 동시에 월드투어도 함께 돌고 있어 스케줄상으로도 무척 바쁘다”라며 “하지만 그 이유보다는 'If You'가 빅뱅이 지난 2006년 데뷔 이후 선보이는 가장 슬픈 노래로 노래를 듣는데 보다 집중 했으면 하는 뜻에서 뮤직비디오를 찍지 않았다”라고 언급했다.
이 노래에서 래퍼인 지드래곤과 T.O.P은 처음으로 노래를 불렀다.

## 차트 성적
"IF YOU"는 발매 첫 주 308,120 디지털 카피를 판매해, 가온 디지털 차트 1위를 차지했다. BGM 차트 2위, 스트리밍 차트 4위, 모바일 차트 22위를 기록했다. 이후, 2주차에 130,714 디지털 카피를 판매해 디지털 차트 4위와 다운로드 차트 7위, 스트리밍 차트 2위를 기록했다. 이 노래는 2015년 7월 한달 동안 627,808 디지털 카피를 판매해 가온 월간 디지털 차트 1위를 차지했다.
이 노래는 빌보드 월드 디지털 송 차트 2위를 기록했다.

## 평가
미국 빌보드는 "IF YOU"에 대해 “빅뱅의 노래 중 가장 감정적인 곡인 'IF YOU'는 얇은 스트럼 방식의 기타곡조로 전반적인 분위기를 잡았으며 코러스에서는 절제되고 몽환적인 허밍사운드가 더해졌다”라고 언급했다. 한국 매체 OSEN는 “역대 빅뱅 노래 중 가장 슬프고 애절한 발라드”라고 보도 하였다.
빅뱅은 평소 음악과는 다르게 차분하면서도 세밀한 음색과 멜로디, 슬픈 가사 등으로 빅뱅의 감성을 표현했고, 지드래곤은 그의 가사에 대해 좋은 평을 받았다.
에픽하이의 타블로는 "If You"에 대해 “이 노래는 숨이 멎는다”라고 극찬하였고, 양현석은 "If You"에 대해 빅뱅의 노래 중에서 가장 슬픈 곡이라고 언급했다.

## 차트
| 차트 (2015)                       | 최고 순위 |
| --------------------------------- | --------- |
| 재팬 핫 100 (빌보드)              | 29        |
| 대한민국 (가온 주간 싱글 차트)    | 1         |
| 대한민국 (가온 월간 모바일 차트)  | 7         |
| 대한민국 (가온 월간 싱글 차트)    | 1         |
| 대한민국 (가온 월간 모바일 차트)  | 11        |
| 미국 월드 디지털 송 차트 (빌보드) | 2         |

### 판매량
| 차트                          | 판매량    |
| ----------------------------- | --------- |
| 대한민국 가온 디지털 다운로드 | 1,075,850 |

## 발매일
| 국가     | 날짜           | 포맷            | 레이블                   |
| -------- | -------------- | --------------- | ------------------------ |
| 대한민국 | 2015년 7월 1일 | 디지털 다운로드 | YG 엔터테인먼트, KT 뮤직 |
| 세계     | 2015년 7월 1일 | 디지털 다운로드 | YG 엔터테인먼트, KT 뮤직 |
| 일본     | 2015년 7월 8일 | 디지털 다운로드 | YG 엔터테인먼트, KT 뮤직 |